# Registarske oznake u Belgiji
Registarske oznake u Belgiji su specifične. Ako prodate svoj stari automobil i kupite novi, vi zadržavate svoj stari broj tablica.
Zadnje registarske tablice država isporučuje, a prednje prodvac. To ima uticaj na izgled prednje ploče, koji mogu biti identični ili slični evropskim registarskim tablicama sa plavom zastavom EU . To objašnjava zašto često vidimo ogrebene, prljave, ili stare tablice na novim automobilma u Belgiji. Zadnja tablica je obično montirana na osnovnu ploču koja prikazuje slovo "B" i obično je oglas za auto dilera.

## Oznake na vozilima
Ponekad prvo slovo (ili prvo i drugo slovo) ima posebno značenje:
- CD: Diplomate (CD je skraćenica za 'diplomatski kor')
- M ili W: motocikli
- O: Koristi se za oldtajmer vozila koja su stara više od 25 godina. Od jula 2013. godine neka ograničenja su ukinuta, npr kada je bilo dozvoljeno za vožnju samo noću ili do 25 km od kuće vlasnika. Vozilo se nije moglo koristiti u komercijalne poslove ili vožnje između kuće i posla.
- S: Skuteri
- TX: Taxi
- U ili P: tablice prikolica
- BY: trgovinske tablice
- ZZ: Test vozila

Za preostala slova, koriste se sva slova abecede. U početku pisma I, M, Q i W nikada se nisu koristili kao 2. ili 3. , ali su naknadno ubačeni da se proširi broj raspoloživih kombinacija. Slovo "O" se ne koristi kao 2. / 3. slovo na tablicama sa šest cifara.

## Diplomatske
Početne slova (CD) se ispisuju u zelenoj ili crvenoj boji, sledi tačka "." i 4 simbola (simboli 5 i 2010), pisani u crveno, po hronološkom redosledu upisa, Ovi simboli mogu biti:
4 cifre
1 slovo + 3 cifre
3 slovo + 1 slovo (2008)
2. slovo + 3 cifre (2010)

## Kraljevska porodica
Tablice koje se izdaju samo pripadnicima kraljevske porodice. Automobili koje koristi kralj i kraljica imaju samo jednu cifaru (1 do 9). Automobili koriste drugi članovi kraljevske porodice imaju dva znaka.

## Vojska
Bela ploča sa crnim brojevima i belgijskom zastavam na levoj strani. U sedištu NATO-a ranije koristili crvenu ploču sa belim slovima SB (kasnije M) sledi broj.

## Probne
Ove ploče su imali beli font sa crvenom pozadinom. On su samo brojevi. U 2010. godini, imaju 7 brojeva umesto šest. Godine na levoj strani (desno na 2010) ukazuju na datum isteka. 